# عبد الكريم بن عبد الرحمن الخوارزمي

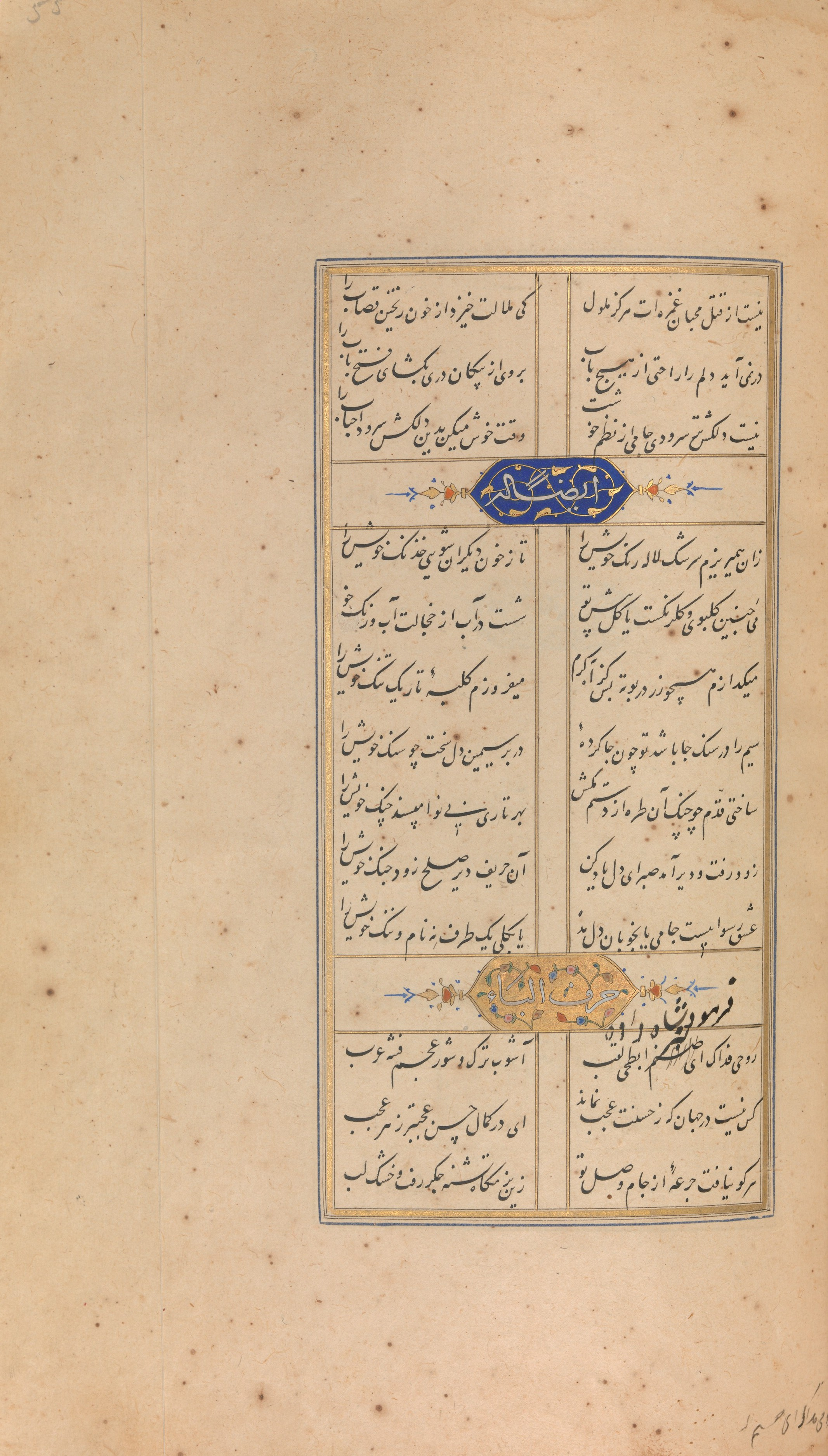
ديوان الجامي بخط عبد الكريم

عبد الكريم بن عبد الرحمن الخوارزمي المعروف باسم "ملك خط اليعقوبي"، كان أحد أبرز خطاطي القرن التاسع الهجري في إيران. وهو ابن عبد الرحمن الخوارزمي وشقيق عبد الرحيم أنيسي الخوارزمي ، وعمل في بلاط السلطان يعقوب آق قوينلو . استُخدم أسلوبه في الخط، المستمد من أسلوب والده وشقيقه، المعروفين بالخط الأنيسي ، في كتابة مجموعة متنوعة من الخطوط، بما في ذلك خط النسخ والنستعليق.
أتقن عبد الكريم جميع أعمال الخط بفضل دقته ومهارته فيه. بالإضافة إلى ذلك، كان بارعًا في تأليف الشعر. في أواخر حياته، وبسبب اضطرابه العقلي، استخدم ألقابًا مثل "كتابة خدا" و"كتابة الزرافة" و"كتابة باداشاه" في أعماله، ولذلك عُرف باسم " عبد الكريم باداشاه ".
تُعدّ أعماله ذات قيمة خاصة في مجموعات الخط الإيراني، وتُحفظ مخطوطاته في مكتبات مثل إسطنبول ولينينغراد ومجلس الشورى الإسلامي. ومن السمات المميزة لخطه قربه الأسلوبي من أخيه، وتميزه في تنفيذ الخطوط غير النستعليق. وقد لعب دورًا هامًا في نقل فن الخط من الأجيال السابقة إلى الأجيال اللاحقة، ولا يزال تأثيره واضحًا في تاريخ الخط الإيراني.
عاش إلى سنة 897 هـ/ 1491 م،  ولكن لا يوجد إجماع على تاريخ وفاته.

## أعمال
وتوجد أغلب مؤلفاته في مكتبات إسطنبول ، ويمكن ذكر الأمثلة التالية: 
- نسخة من "حل نامة الصوفية وإضاءة الأسماء"، بخط متوسط الحجم، مؤرخة بـ: "إتمام الكتاب... عبد الكريم بن عبد الرحمن الخوارزمي... سنة 83 و88 هـ".

- صفحة من مرقعة شاه طهماسب بخط النستعليق من المخطوطات الرباعية الجيدة الكتابة، برقم: "كتاب عبد الكريم الخوارزمي".

- وعدة قطع مختلفة ذكرت في كتاب "أحوال الخطاطين وأعمالهم".